# Xã Cass, Quận Clayton, Iowa
Xã Cass (tiếng Anh: Cass Township) là một xã thuộc quận Clayton, tiểu bang Iowa, Hoa Kỳ. Năm 2010, dân số của xã này là 1.689 người.